# Heterosternuta wickhami
Heterosternuta wickhami är en skalbaggsart som först beskrevs av Zaitzev 1908.  Heterosternuta wickhami ingår i släktet Heterosternuta och familjen dykare. Inga underarter finns listade i Catalogue of Life.